# Абилов, Шерхан Абдиевич
Шерхан Абдиевич Абилов (каз. Шерхан Әбдіұлы Әбілов; 15 января 1958, Кентау, Чимкентская область, Казахская ССР, СССР) — советский и российский актёр, журналист, инженер-технолог, киновед, корреспондент, общественный деятель и писатель, имеющий членство в ряде организациях, в т.ч Союз кинематографистов России (с 2013 г.), лауреат ряда конкурсов и кинофестивалей, сотрудник посольства Казахстана в Санкт-Петербурге (2008). В 2011 году сыграл роль Нурсултана Назарбаева в фильме «Ельцин. Три дня в августе».

## Биография
Родился 15 января 1958 года в Кентау в семье простых тружеников Абди Абилова и Сары Шалькебаевой, его отец работал кузнецом. Через несколько лет после рождения переехал в Ленинград и в 1981 году дебютировал в качестве актёра на киностудии Ленфильм и с тех пор снялся в около ста ролей в кино и телесериалах, но он, кроме кинематографа, был занят на других специальностях, в том же году стал внештатным корреспондентом газеты Кентауская правда, а с 1984 по 1993 год работал в должности внештатного сотрудника газеты Вечерний Ленинград, с 1993 года печатался в журнале Петербург национальный. В 1980 году он поступил в Ленинградский горный институт имени Плеханова, который он окончил в 1985 году, в том же году работал в должности инженера-технолога в тресте Золотошахтопроходка, проработав год, перешёл в трест Красный бор, где работал вплоть до 1994 года, после чего избран директором указанного треста. Данную должность он занимал вплоть до 2000 года. В 2000 году был избран на должность заместителя гендиректора во Всеволжском экологическом специализированном предприятии, данную должность он занимал вплоть до 2003 года. В 2009 году был избран на должность доктора философии в области театра и киноискусства МУФО[что?], в том же году был избран на должность академика МАИСУ[что?], данные должности он занимает и поныне. В качестве киноведа написал ряд книг по киноискусству, а в качестве писателя написал шестнадцать книг.

### Личная жизнь
Шерхан Абилов в 1980 году женился на Любови Абиловой, которая родила сына Чингиза, а тот, в свою очередь, преподнёс двоих внуков — Тимурхана (2010) и Дамира (2017).

## Фильмография

### Избранные телесериалы
- 1999
  - Агент национальной безопасности — якутский шаман.
  - Улицы разбитых фонарей-2 — Михаил Андреев.
- 2000-2005 — Убойная сила — торговец-азиат (в титрах не указан).
- 2001 — Бандитский Петербург-3: Крах Антибиотика — Шерхан.
- 2001-2004 — Чёрный ворон — Жапар.
- 2005 —
  - Брежнев — референт Кунаева Д. А.
  - Ленинградец — театральный начальник.

### Избранные фильмы
- 1984 — Восемь дней надежды — шахтёр (в титрах не указан)
- 1984 — Челюскинцы — челюскинец
- 1984 — Каждый десятый — эпизод
- 1987 — Остров погибших кораблей — японский миллионер (в титрах не указан)
- 1990 — Фуфло — посетитель ресторана
- 1991 — Афганский излом — душман
- 1992 — Ангелы в раю — маршал Карангалиев
- 1992 — Восточный роман (фильм)Восточный роман — таджик (в титрах не указан)
- 1993 — Акт
- 1995 — Полночь в Санкт-Петербурге — китайский торговец (в титрах не указан)
- 2003 — Особенности национальной политики — Ян Будан Си
- 2007 — Агитбригада «Бей врага!» — калмык
- 2007 — Монгол — Монгол
- 2011 — Ельцин. Три дня в августе — Нурсултан Назарбаев
- 2012 — Как назло Сибирь / Ausgerechnet Sibirien (Германия, Россия) — баньщик

## Награды, премии и почётные звания
- Доктор философии в области театра и киноискусства Международного Университета Фундаментального Обучения. Оксфордская образовательная сеть (2009).
- Лауреат Международного Конкурса «Мировая культура и искусство»(ЮНЕСКО) — 2011 г.
- Неоднократный участник Международного кинофестиваля «Послание к Человеку», Международного фестиваля актёров кино «Созвездие», Санкт-Петербургского Международного кинофестиваля «Фестиваль Фестивалей».
- Почётный гражданин города Кентау (2010).
- Участник Международного кинофестиваля «КИНО ФОРУМ 2012», Международного кинофестиваля «МЕДИА ФОРУМ 2014».
- Почётный знак «За особый вклад в развитие Санкт-Петербурга» (4 декабря 2024 года) — за особые заслуги перед Санкт-Петербургом в профессиональной или общественной деятельности[1].

## Членство в обществах
- Член Гильдии актёров кино России (2008).
- Член Международной федерации журналистов (IFJ, 2008).
- Член Санкт-Петербургского Союза журналистов (2008).
- Член Союза кинематографистов Российской Федерации (с 2013 года).
- Член творческого союза СМИ «МЕДИА-СОЮЗ» (с 2007 года).